# Lomtjärnen (Fjällsjö socken, Ångermanland, 707020-152292)
Lomtjärnen är en sjö i Strömsunds kommun i Ångermanland och ingår i Ångermanälvens huvudavrinningsområde.